# Alfa Romeo Alfasud
L'Alfa Romeo Alfasud è un'autovettura prodotta dalla casa automobilistica italiana Alfa Romeo dal 1972 al 1984 attraverso la società Industria Napoletana Costruzione Autoveicoli Alfa Romeo (INCA) — Alfasud S.p.A (azienda controllata al 90% dalla stessa Alfa Romeo).
Si tratta della prima vettura ad essere assemblata nello stabilimento di Pomigliano d'Arco.
La versione coupé chiamata Alfasud Sprint e successivamente semplicemente Sprint è stata presentata nel 1976 ed è stata prodotta fino al 1989. L'Alfasud è stato il modello più venduto nella storia dell'Alfa Romeo con 1.017.387 esemplari prodotti.

## Storia

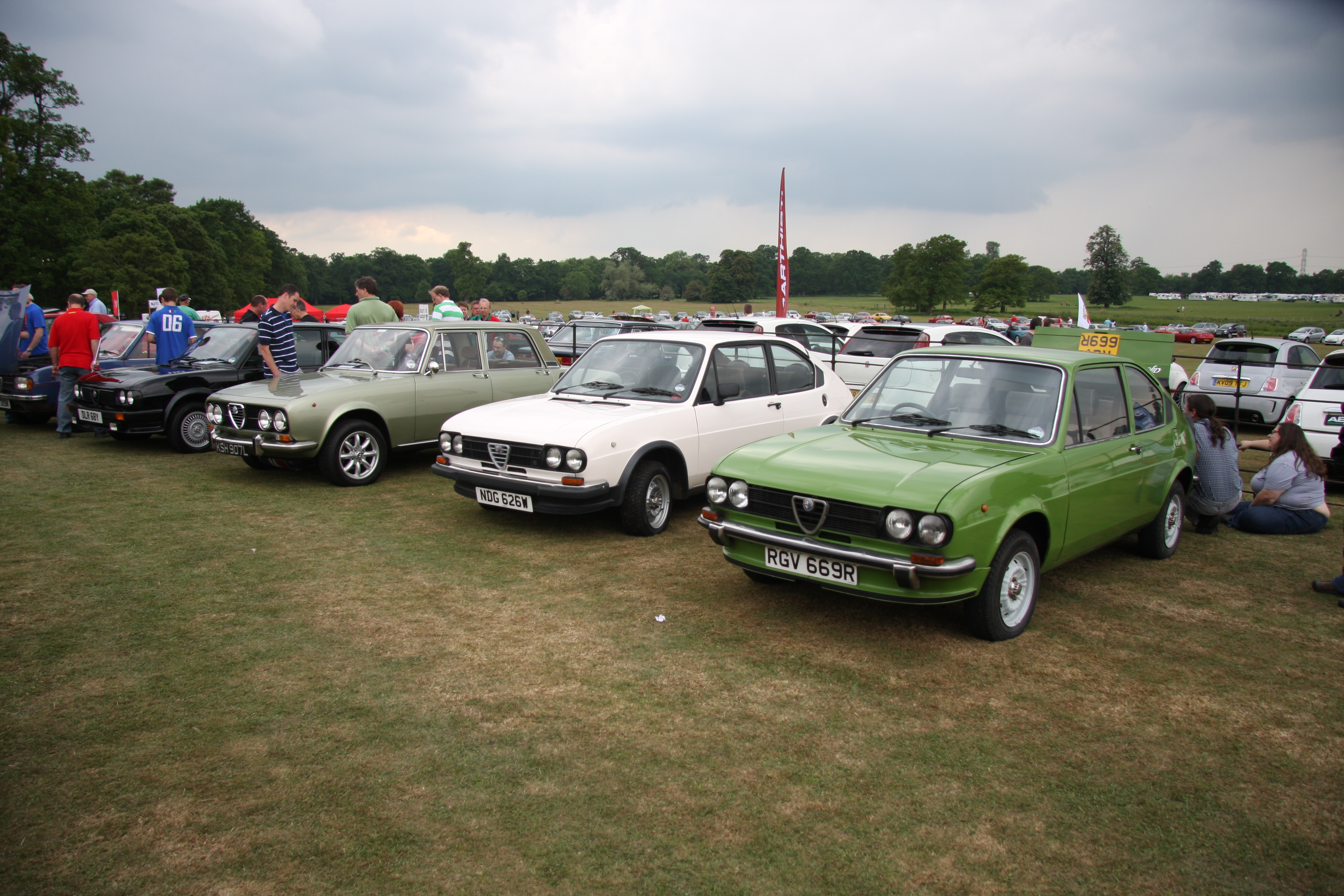
Da destra a sinistra la prima e la seconda serie della "Alfasud Ti", la "2000 Berlina" e la terza serie della "Alfasud Ti"

Verso la fine degli anni sessanta, l'allora presidente dell'Alfa Romeo Giuseppe Luraghi richiamò al Portello il progettista Rudolf Hruska. Si trattava di costruire un nuovo stabilimento nelle aree adiacenti alla Alfa Avio Costruzioni in provincia di Napoli, così da permettere all'Alfa Romeo la produzione di un nuovo modello, completamente progettato da Hruska.
Per Luraghi la produzione della vettura assunse anche un ruolo sociale. L'IRI permise a Luraghi, grazie anche alle oggettive necessità logistiche, di creare, per accedere ai fondi destinati a favorire l'industrializzazione del Sud Italia, un nuovo stabilimento, sui terreni già di proprietà della stessa azienda, per assemblare il nuovo modello ed i suoi derivati.
Nel 1967 iniziò, contemporaneamente, la progettazione dello stabilimento e della nuova vettura, entrambe sotto la responsabilità tecnica dall'ingegnere Rudolf Hruschka, già braccio destro di Ferdinand Porsche e consulente Fiat, SIMCA, Cisitalia e Abarth. La progettazione e il disegno della carrozzeria, invece, venne congiuntamente affidata alla neonata SIRP - poi Italdesign - di Giorgetto Giugiaro e Aldo Mantovani.
La gestione dell'operazione, capitanata da Hruska, fu resa completamente autonoma attraverso la creazione, il 17 gennaio 1968, dell'Industria Napoletana Costruzione Autoveicoli Alfa Romeo (INCA) - Alfasud S.p.A. (con sede a Pomigliano d'Arco) che operava, nel completamento dello stabilimento e nella progettazione del nuovo modello, in maniera indipendente dallo stabilimento di Arese.
L'Alfasud venne presentata in anteprima nel 1971 al salone dell'automobile di Torino, le prime consegne iniziarono a giugno dell'anno successivo. Si trattava di una berlina a quattro porte e due volumi, con coda che gli statunitensi avrebbero definito fastback (la versione cinque porte con il portellone posteriore arrivò solo al termine della produzione, nel 1982), caratterizzata da soluzioni meccaniche ricalcando lo schema già sperimentato sulla Lancia sulla Lancia Flavia dell'ingnere Fessia quali: trazione anteriore, motore 4 cilindri boxer, freni a disco su tutte le ruote (quelli anteriori erano entrobordo per ridurre le masse non sospese), retrotreno ad assale rigido con Parallelogramma di Watt e avantreno MacPherson, semplice ma che permetteva l'economia di scala che la vettura si proponeva.
Discreto per l'epoca il Cx di 0,40, ma non eccezionale se paragonato allo 0,30 della concorrente Citroën GS del 1970 o allo 0,34 della Giulia del 1962, vettura, quest'ultima, di un diverso segmento. Mai come nel caso di Alfasud, le buone idee in fase progettuale e di disegno, si sarebbero scontrate con carenze e negligenze in fase di assemblaggio e con deficit qualitativi, rendendo la berlina di Pomigliano il frutto di un'esperienza unica nel panorama industriale italiano.

## Prima serie (1972–1977)
Se gli interni erano stati disegnati e concepiti per avere un'impostazione più sportiva, alcune finiture apparivano spartane (pavimento in gomma, sedili in finta pelle, plastiche della plancia economiche); la dotazione era globalmente di buon livello (volante e sedile di guida regolabili in altezza e posizione, moderno impianto di ventilazione). Nei primissimi modelli mancavano tuttavia il contagiri e il servofreno, poi aggiunti successivamente. Vi era inoltre una pecca di natura estetica che fu giudicata grave da molti: le cerniere del portello del bagagliaio posteriore erano "a vista" e quindi ne pregiudicavano non poco l'estetica, e solo con la presentazione della terza serie, diversi anni dopo, furono ricoperte mediante l'applicazione di una bandella in plastica. Gli acquirenti della prima ora non perdonarono all'Alfa l'assenza di servofreno (aggiunto solo nel 1973, ma la cui assenza comunque non pregiudicava l'efficienza dell'intero impianto frenante, considerato fra i migliori di tutte le vetture di quel segmento in quell'epoca soprattutto perché era a disco sulle 4 ruote) e del contagiri, anche in considerazione del prezzo.

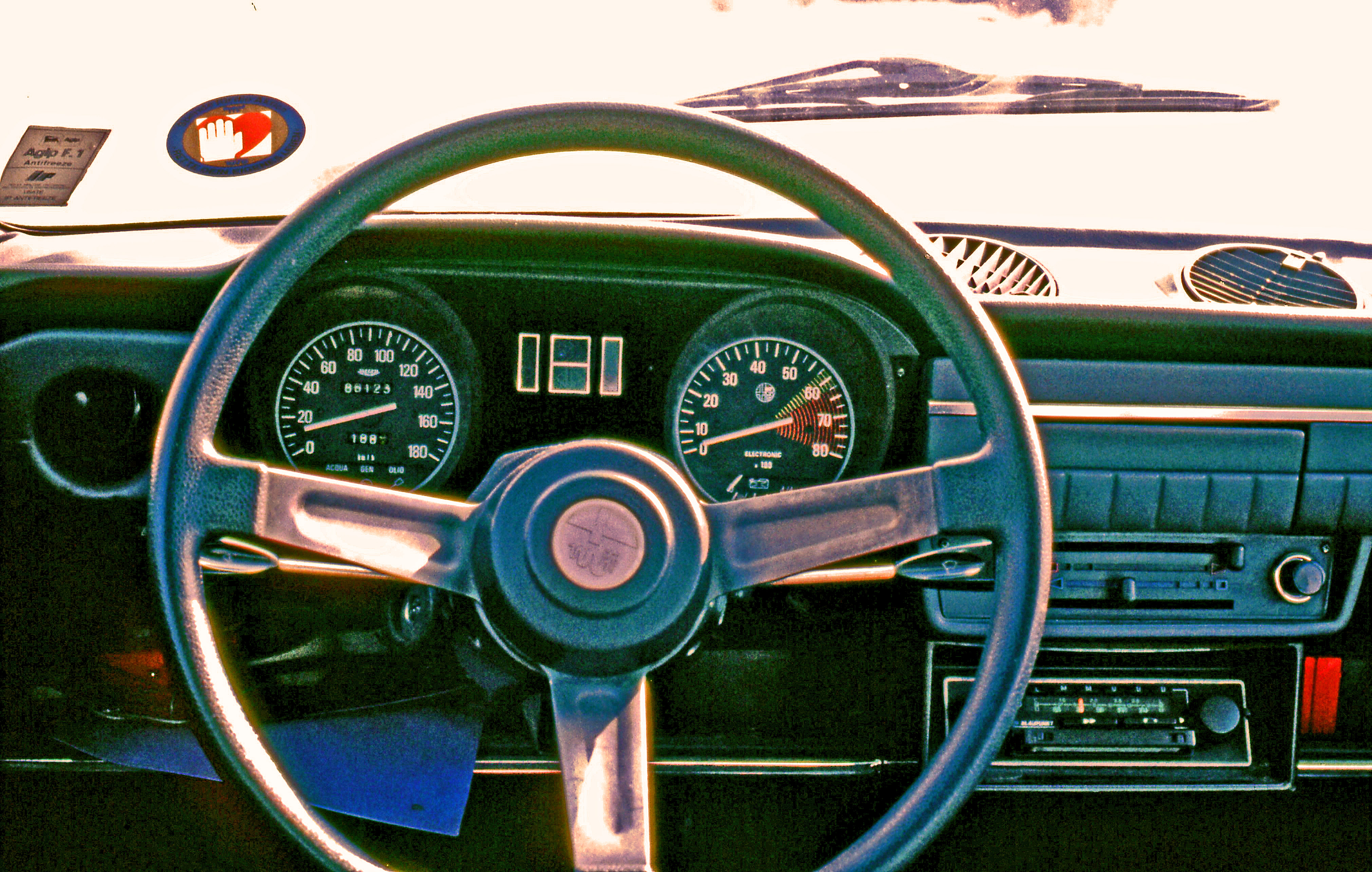
Cruscotto di una "Alfasud 5m"

L'Alfasud portò al debutto il nuovo motore boxer Alfa Romeo (soluzione che permise a Giugiaro di disegnare un frontale molto basso e sfuggente) raffreddato ad acqua di 1186 cm³. Il propulsore forniva discrete prestazioni, sicuramente superiori a quelle di autovetture di pari categoria (si trattava, pur sempre, di 63 CV a 6000 giri), era pronto e disponibile nel salire di giri e, abbinato a un cambio manuale a 4 marce, consentiva alla nuova Alfa Romeo di toccare i 153 km/h, velocità di tutto rispetto per un'autovettura che voleva inserirsi nel segmento medio-basso.

### Le problematiche di qualità ed assemblaggio
La commercializzazione della berlina a 4 porte iniziò nel 1972 a un prezzo di 1.420.000 lire IGE al 4% compresa. Il successo fu buono, soprattutto per il comportamento stradale; unanimi i consensi da tutte le riviste di settore, sia italiane che estere, per la guidabilità complessiva, la tenuta di strada, la visibilità e lo spazio interno. Hruska, che era molto alto, aveva richiesto ai progettisti che l'abitacolo fosse così spazioso che, con una persona della sua altezza alla guida, un passeggero della stessa taglia stesse comodo sul sedile posteriore. Purtroppo, l'affidabilità dell'Alfasud fu minata da un insieme di fattori che portarono a una precarietà degli assemblaggi - con frequenti rotture - e alla ossidazione dei lamierati. Certamente, un contributo a tali difetti fu dato dalla scarsa conoscenza del lavoro da parte della manodopera impiegata e da un comportamento a volte poco collaborativo da parte delle maestranze, che - unito a un numero elevatissimo di scioperi e alti picchi di assenteismo - inficiò il sistema di controllo della qualità, rendendo la costruzione e assemblaggio dell'auto un vero e proprio «caso anomalo» di conflittualità tra lavoratori, sindacato e datori di lavoro. Sarà tale scarsa cura nella preparazione e nell'assemblaggio - oltre a difetti intrinseci dei materiali - concausa dei problemi maggiori della macchina: la ruggine e le rotture dei componenti.
Il problema principale era quello della ruggine, che emergeva dopo pochissimo tempo sui parafanghi anteriori, sugli archi interni delle ruote, sui montanti intorno al parabrezza e lunotto, formandosi persino sui pannelli centrali. Questo problema caratterizzerà l'intera produzione Alfasud, portando alla scomparsa di buona parte della produzione di prima e seconda serie; verrà parzialmente mitigato solamente con la terza serie. Le motivazioni furono molteplici e mai del tutto chiarite. Le ipotesi riconducono alla scelta di lamierati di produzione russa, all'inadeguatezza dei trattamenti di protezione e alla loro non tempestività (per cui, molte parti venivano lasciate esposte dopo l'arrivo a Pomigliano e, prima di essere montate, all'aria, e trattate senza una previa pulizia) e, come visto, a vere e proprie negligenze, sospensioni della produzione per agitazioni sindacali, o addirittura volontarie attività di sabotaggio. Per arginare il problema della ruggine si pensò di riempire tutte le cavità della carrozzeria con una speciale schiuma sintetica; trattamento che peggiorò la marcescenza degli scatolati, le cui schiume assorbivano l'umidità. Solo dal 1975 la L avrebbe adottato - oltre al cambio a 5 marce, cambiando nome in Alfasud 5m - un migliore trattamento della lamiera del veicolo - denominato "zincrometal" - che consentì sulle successive versioni di posticipare, nel tempo, i problemi di ossidazione, che comunque emergevano. È interessante sapere come, per poter meglio rifornire i reparti verniciatura, la Vercolac - storico fornitore di Alfa Romeo - aprì a Casoria un'azienda denominata Vercolac Sud, dedita alla preparazione dei pigmenti per l'Alfasud, che si rivolgerà comunque anche ad altri fornitori.

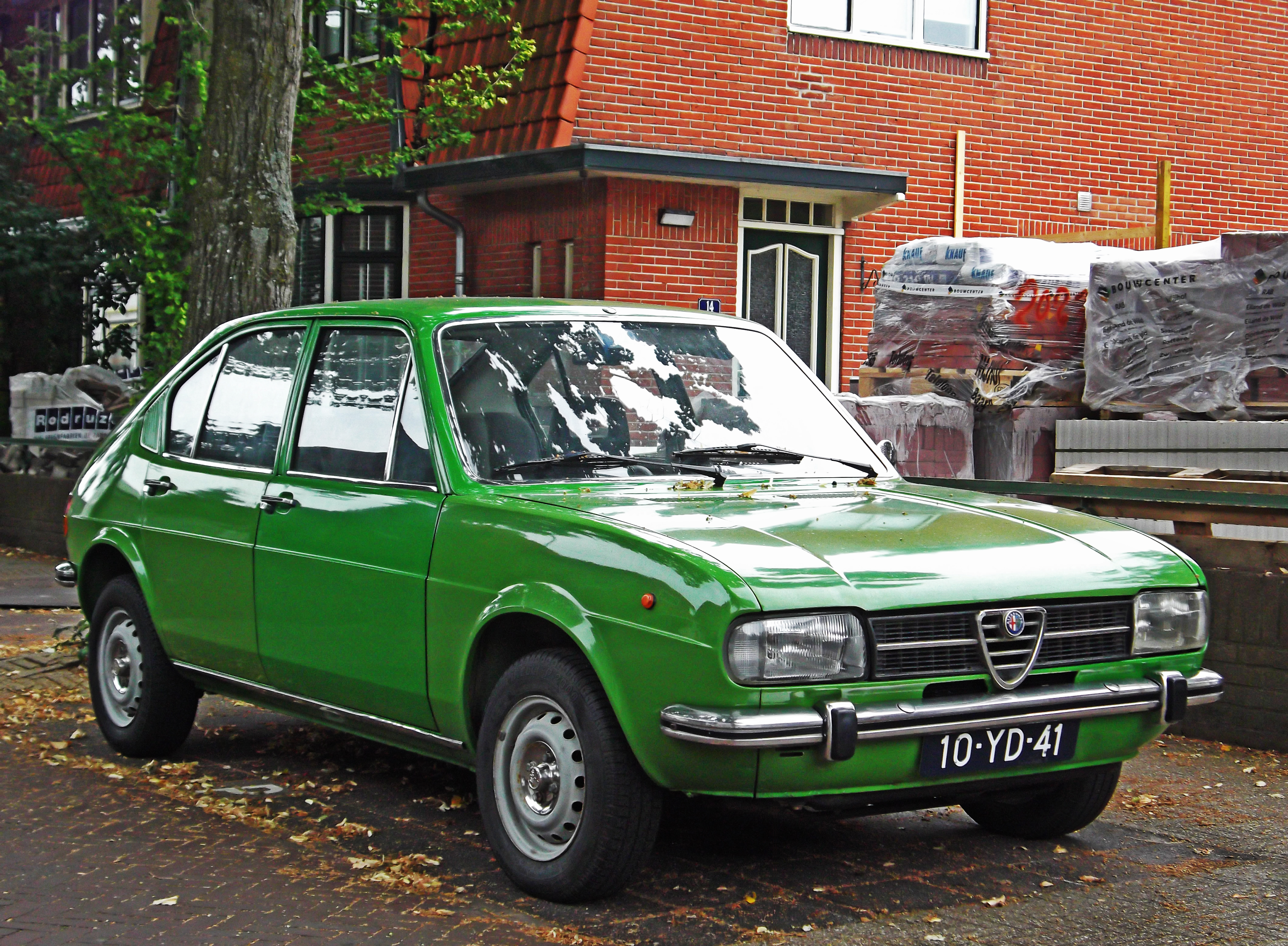
Alfa Romeo Alfasud L prima serie del 1975

Oltre a questo, numerose furono le rotture dei materiali plastici, soprattutto interni. Anche in tal caso, alle carenze qualitative di materiali (che causavano scricchiolii e rotture degli elementi in plastica dei rivestimenti interni), si sommavano veri e propri difetti ed errori in fase di assemblaggio, nonché una certa approssimazione in alcune finiture (a titolo di esempio, un semplicissimo autoadesivo sui montanti posteriori che indicava l'allestimento "5m").

### Motorizzazioni
Mentre alla base rimase la versione 1200 da 63 CV con cambio a 4 marce (ora denominata Alfasud N), nel 1974 arrivò la Alfasud L, con allestimento più ricco (sedili in panno, pavimento in moquette, poggiatesta anteriori, rostri ai paraurti, profili cromati ai finestrini, finiture più curate) e motore migliorato nell'erogazione di coppia (9 kgm a 3200 giri anziché 8,5 a 3500), che propose nuove finiture e dotazioni.
Nel 1973 arrivò la versione Alfasud Ti a 2 porte, con allestimento sportivo. Le differenze, oltre al numero di porte, riguardavano:
- Nuovi gruppi ottici a quattro proiettori circolari
- Indicatori di direzione anteriori sui paraurti anteriori
- Rostri ai paraurti
- Cerchi specifici (in lamiera) e pneumatici maggiorati
- Spoiler anteriore (sotto al paraurti) e alettone perimetrale posteriore nero (che riducono il CX a 0,39)
- Tergicristalli, montante centrale e griglie di sfogo nere.
- Targhette con logo "Ti" sui montanti posteriori (targhette che poi erano semplicissimi autoadesivi!)

L'interno era più curato grazie ai nuovi sedili sportivi con fascia centrale in tessuto e fianchetti in sky, ai poggiatesta anteriori, al volante a tre razze, alla moquette sul pavimento ed alla dotazione che comprendeva finalmente il contagiri, il manometro dell'olio e il termometro dell'acqua. Dal punto di vista tecnico si segnalavano il motore potenziato a 68 CV (grazie ai nuovi alberi a camme e al carburatore doppio corpo), il cambio a 5 marce e il servofreno. Nel 1976 la cilindrata del motore aumentò a 1286 cm³ e la potenza passò a 75 CV.

### Dati tecnici
| Caratteristiche tecniche - Alfa Romeo Alfasud 1.2 del 1972                                                      | Caratteristiche tecniche - Alfa Romeo Alfasud 1.2 del 1972 | Caratteristiche tecniche - Alfa Romeo Alfasud 1.2 del 1972 | Caratteristiche tecniche - Alfa Romeo Alfasud 1.2 del 1972 | Caratteristiche tecniche - Alfa Romeo Alfasud 1.2 del 1972 | Caratteristiche tecniche - Alfa Romeo Alfasud 1.2 del 1972 |
| Configurazione                                                                                                  | Configurazione | Configurazione | Configurazione | Configurazione | Configurazione |
| --- | --- | --- | --- | --- | --- |
| Carrozzeria: Berlina a 4 porte                                                                                  | Carrozzeria: Berlina a 4 porte | Posizione motore: anteriore | Posizione motore: anteriore | Trazione: anteriore | Trazione: anteriore |
| Dimensioni e pesi                                                                                               | | | | | |
| Ingombri (lungh.×largh.×alt. in mm): 3890 × 1590 × 1370                                                         | Ingombri (lungh.×largh.×alt. in mm): 3890 × 1590 × 1370 | Ingombri (lungh.×largh.×alt. in mm): 3890 × 1590 × 1370 | Ingombri (lungh.×largh.×alt. in mm): 3890 × 1590 × 1370 | Diametro minimo sterzata: | Diametro minimo sterzata: |
| Interasse: 2455 mm                                                                                              | Interasse: 2455 mm | Carreggiate: anteriore 1384 - posteriore 1351 mm | Carreggiate: anteriore 1384 - posteriore 1351 mm | Altezza minima da terra: | Altezza minima da terra: |
| Posti totali: 5                                                                                                 | Posti totali: 5 | Bagagliaio: 400 | Bagagliaio: 400 | Serbatoio: 50 | Serbatoio: 50 |
| Masse | / in ordine di marcia: 830 kg | / in ordine di marcia: 830 kg | / in ordine di marcia: 830 kg | / in ordine di marcia: 830 kg | / in ordine di marcia: 830 kg |
| Meccanica | | | | | |
| Tipo motore: (versione 30100) boxer 4 cilindri orizzontali contrapposti ciclo Otto, corsa corta                 | Tipo motore: (versione 30100) boxer 4 cilindri orizzontali contrapposti ciclo Otto, corsa corta | Tipo motore: (versione 30100) boxer 4 cilindri orizzontali contrapposti ciclo Otto, corsa corta | Cilindrata: Alesaggio × corsa = 80 × 59 mm; totale 1.186 cm³ | Cilindrata: Alesaggio × corsa = 80 × 59 mm; totale 1.186 cm³ | Cilindrata: Alesaggio × corsa = 80 × 59 mm; totale 1.186 cm³ |
| Distribuzione: a 2 valvole parallele con albero a camme in testa per ogni bancata, comandati da cinghia dentata | Distribuzione: a 2 valvole parallele con albero a camme in testa per ogni bancata, comandati da cinghia dentata | Distribuzione: a 2 valvole parallele con albero a camme in testa per ogni bancata, comandati da cinghia dentata | Alimentazione: a carburatore monocorpo verticale invertito Solex C32 DISA/21 | Alimentazione: a carburatore monocorpo verticale invertito Solex C32 DISA/21 | Alimentazione: a carburatore monocorpo verticale invertito Solex C32 DISA/21 |
| Prestazioni motore                                                                                              | Potenza: 63 CV a 6.000 giri/min / Coppia: 8,5 mkg a 3.500 giri/min | Potenza: 63 CV a 6.000 giri/min / Coppia: 8,5 mkg a 3.500 giri/min | Potenza: 63 CV a 6.000 giri/min / Coppia: 8,5 mkg a 3.500 giri/min | Potenza: 63 CV a 6.000 giri/min / Coppia: 8,5 mkg a 3.500 giri/min | Potenza: 63 CV a 6.000 giri/min / Coppia: 8,5 mkg a 3.500 giri/min |
| Accensione: a bobina e spinterogeno                                                                             | Accensione: a bobina e spinterogeno | Accensione: a bobina e spinterogeno | Impianto elettrico: | Impianto elettrico: | Impianto elettrico: |
| Frizione: monodisco a secco                                                                                     | Frizione: monodisco a secco | Frizione: monodisco a secco | Cambio: a 4 rapporti + RM | Cambio: a 4 rapporti + RM | Cambio: a 4 rapporti + RM |
| Telaio | | | | | |
| Corpo vettura                                                                                                   | Scocca portante in acciaio | Scocca portante in acciaio | Scocca portante in acciaio | Scocca portante in acciaio | Scocca portante in acciaio |
| Sterzo | a cremagliera in due tronconi e giunto cardanico, a flessione facilitata | a cremagliera in due tronconi e giunto cardanico, a flessione facilitata | a cremagliera in due tronconi e giunto cardanico, a flessione facilitata | a cremagliera in due tronconi e giunto cardanico, a flessione facilitata | a cremagliera in due tronconi e giunto cardanico, a flessione facilitata |
| Sospensioni | anteriori: a ruote indipendenti, bracci trasversali oscillanti, molloni elicoidali, ammortizzatori idraulici telescopici coassiali a doppio effetto / posteriori: ad assale rigido, 2 tiranti longitudinali, barra Panhard, molle elicoidali, ammortizzatori idraulici telescopici coassiali a doppio effetto | anteriori: a ruote indipendenti, bracci trasversali oscillanti, molloni elicoidali, ammortizzatori idraulici telescopici coassiali a doppio effetto / posteriori: ad assale rigido, 2 tiranti longitudinali, barra Panhard, molle elicoidali, ammortizzatori idraulici telescopici coassiali a doppio effetto | anteriori: a ruote indipendenti, bracci trasversali oscillanti, molloni elicoidali, ammortizzatori idraulici telescopici coassiali a doppio effetto / posteriori: ad assale rigido, 2 tiranti longitudinali, barra Panhard, molle elicoidali, ammortizzatori idraulici telescopici coassiali a doppio effetto | anteriori: a ruote indipendenti, bracci trasversali oscillanti, molloni elicoidali, ammortizzatori idraulici telescopici coassiali a doppio effetto / posteriori: ad assale rigido, 2 tiranti longitudinali, barra Panhard, molle elicoidali, ammortizzatori idraulici telescopici coassiali a doppio effetto | anteriori: a ruote indipendenti, bracci trasversali oscillanti, molloni elicoidali, ammortizzatori idraulici telescopici coassiali a doppio effetto / posteriori: ad assale rigido, 2 tiranti longitudinali, barra Panhard, molle elicoidali, ammortizzatori idraulici telescopici coassiali a doppio effetto |
| Freni | anteriori: a disco all'uscita del differenziale / posteriori: a disco, con comando idraulico, doppio circuito, servofreno a depressione e limitatore di frenata al retrotreno. Freno a mano sulle anteriori con comando meccanico                                                                             | anteriori: a disco all'uscita del differenziale / posteriori: a disco, con comando idraulico, doppio circuito, servofreno a depressione e limitatore di frenata al retrotreno. Freno a mano sulle anteriori con comando meccanico                                                                             | anteriori: a disco all'uscita del differenziale / posteriori: a disco, con comando idraulico, doppio circuito, servofreno a depressione e limitatore di frenata al retrotreno. Freno a mano sulle anteriori con comando meccanico                                                                             | anteriori: a disco all'uscita del differenziale / posteriori: a disco, con comando idraulico, doppio circuito, servofreno a depressione e limitatore di frenata al retrotreno. Freno a mano sulle anteriori con comando meccanico                                                                             | anteriori: a disco all'uscita del differenziale / posteriori: a disco, con comando idraulico, doppio circuito, servofreno a depressione e limitatore di frenata al retrotreno. Freno a mano sulle anteriori con comando meccanico                                                                             |
| Pneumatici | 145 SR 13" (optional 165/70 SR 13") | 145 SR 13" (optional 165/70 SR 13") | 145 SR 13" (optional 165/70 SR 13") | 145 SR 13" (optional 165/70 SR 13") | 145 SR 13" (optional 165/70 SR 13") |
| Prestazioni dichiarate                                                                                          | | | | | |
| Velocità: 152 km/h                                                                                              | Velocità: 152 km/h | Velocità: 152 km/h | Accelerazione: sul km da fermo 35,2 | Accelerazione: sul km da fermo 35,2 | Accelerazione: sul km da fermo 35,2 |
| Consumi | medio 7,6 l/100 km | medio 7,6 l/100 km | medio 7,6 l/100 km | medio 7,6 l/100 km | medio 7,6 l/100 km |
| Fonte dei dati: Ruoteclassiche marzo 2008                                                                       | | | | | |

## La "seconda" serie (1977–1980)

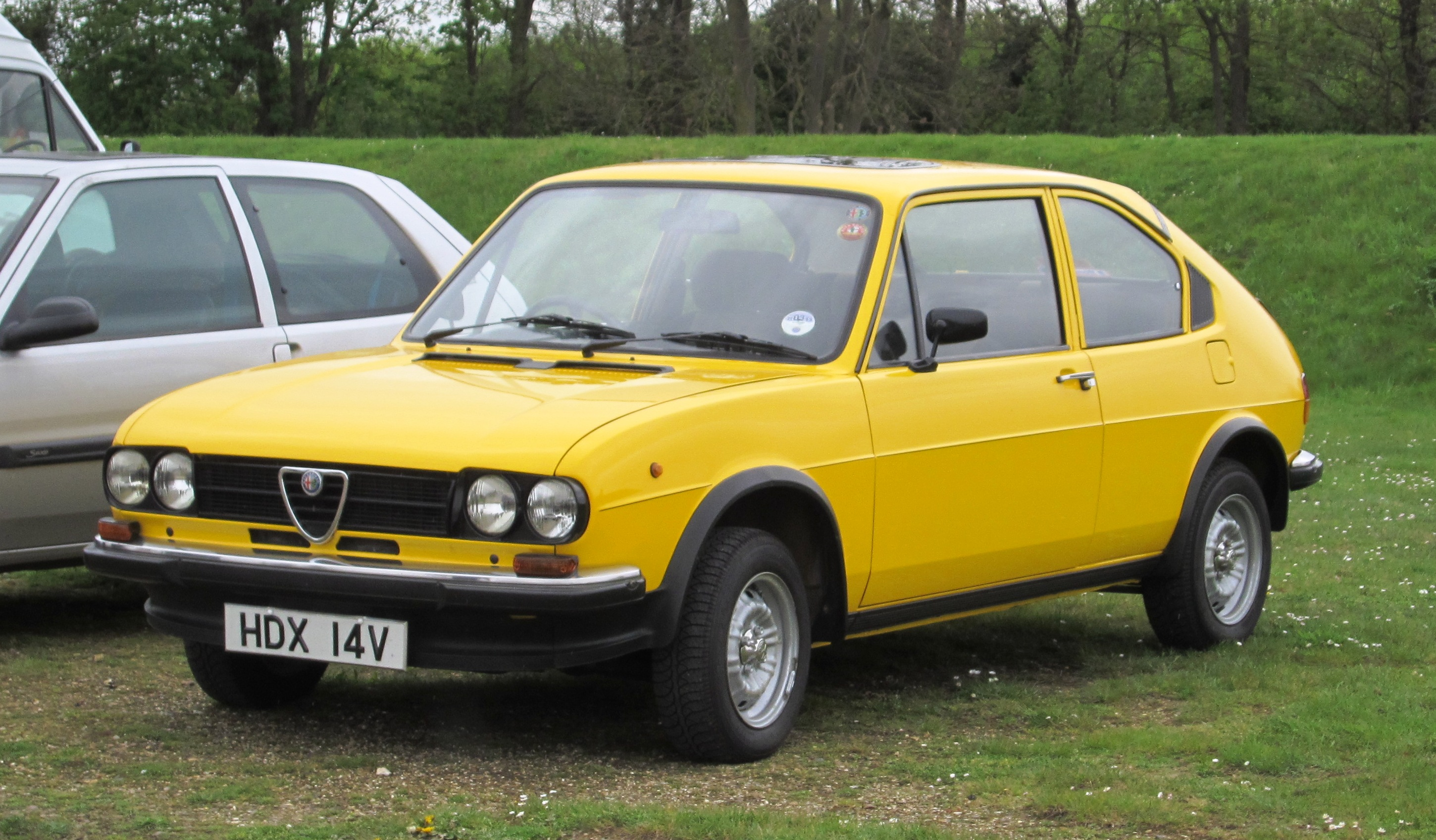
Alfa Romeo Alfasud TI 1.5 del 1979

Nel 1977 alcuni piccoli ritocchi (nuovi paraurti con fascia in gomma, mascherina rivista, griglie di sfogo nere) permisero alla casa madre di proporre una "nuova serie". Oltre alla solita Alfasud N, la Alfasud 5m viene sostituita dalle Alfasud Super, con finiture più curate, cambio a 5 marce e motore 1200 da 63 CV o 1300 da 68 CV. Queste modifiche, unitamente alla nuova gamma, diedero luogo a quella che viene comunemente chiamata complessivamente la "seconda serie"; da notare, però, che - complice la complessiva continuità di questi modelli di Alfasud con quelli precedenti - alcune fonti ancora negano l'esistenza di una vera e propria "serie" 1977-1980, identificando una nuova "seconda serie" solo in coincidenza col lancio della versione del 1980.

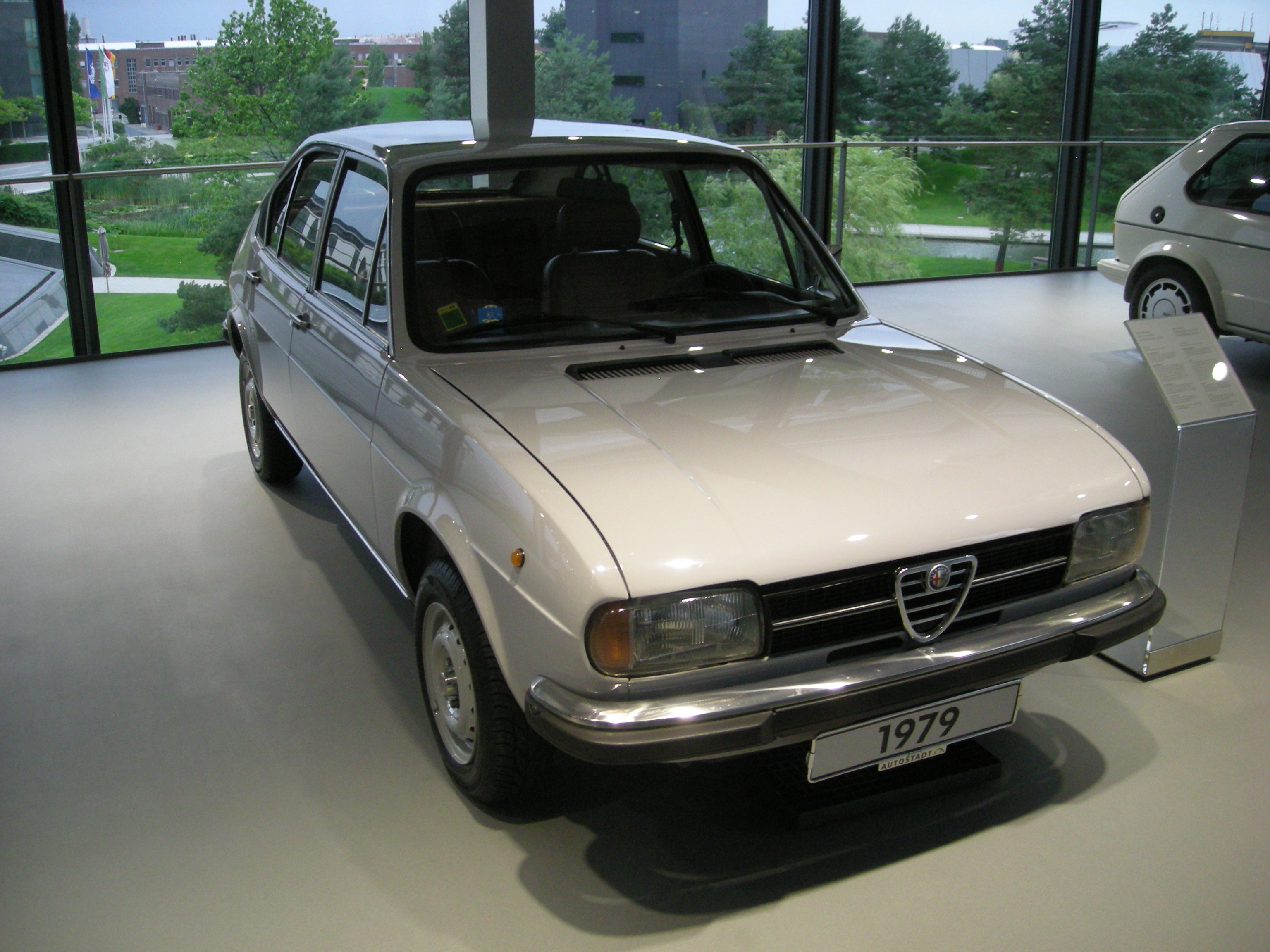
Un'Alfasud seconda serie, versione 4 porte del 1979

La "Giardinetta" fu ritoccata nel 1977 come la berlina, adottando il motore di 1286 cm³ da 68 CV abbinato al cambio a 5 marce. Anche la versione a 2 porte Ti venne aggiornata (nuovi paraurti con fascia in gomma, nuovo alettone posteriore, nuovi codolini passaruota neri, nuovi rivestimenti interni).
Invariato il motore 1300 da 76 CV. Nel 1978 la cilindrata del 1300 passò, per tutte le versioni, da 1286 a 1351 cm³ e la potenza crebbe a 79 CV. Contemporaneamente, sulle Ti, il boxer 1300 venne affiancato da una versione di cubatura maggiorata a 1490 cm³ da 84 CV.

## La terza serie (1980–1984)

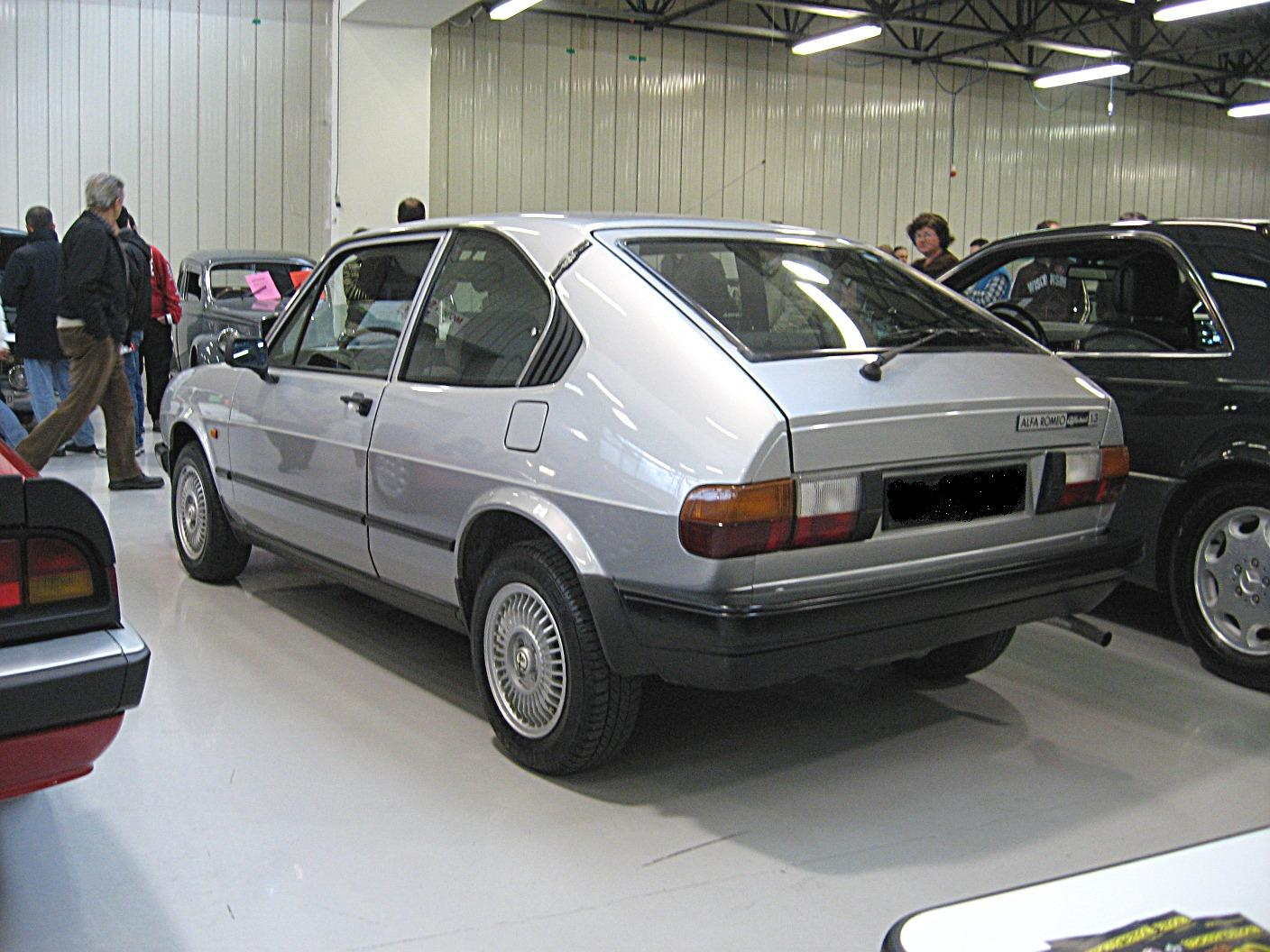
Vista posteriore di una Alfasud III serie

Nel 1980 venne effettuato un vero e proprio cambio di serie aggiornando in maniera più profonda la vettura: cambiarono il frontale (mascherina e gruppi ottici), la posizione delle frecce, la coda (nuovo cofano bagagli, luci più estese), i paraurti (in plastica nera), cornici e gocciolatoi (neri) e gli interni (completamente nuovi).
Alcune lamiere esterne furono profondamente riviste nel disegno. Non mancarono comunque alcune critiche per il restyling, sebbene riuscito, in quanto i più "pignoli" sostenevano che le aggiunte in plastica sulla carrozzeria si rivelavano alquanto vistose, specialmente se si trattava di vetture di colori chiari. La gamma comprendeva adesso:
- Alfasud 1.2 4m (con motore da 63 CV e cambio a 4 marce)
- Alfasud 1.2 5m (con motore da 68 CV e cambio a 5 marce)
- Alfasud 1.3 (con motore da 79 CV)
- Alfasud 1.5 (con motore da 84 CV)

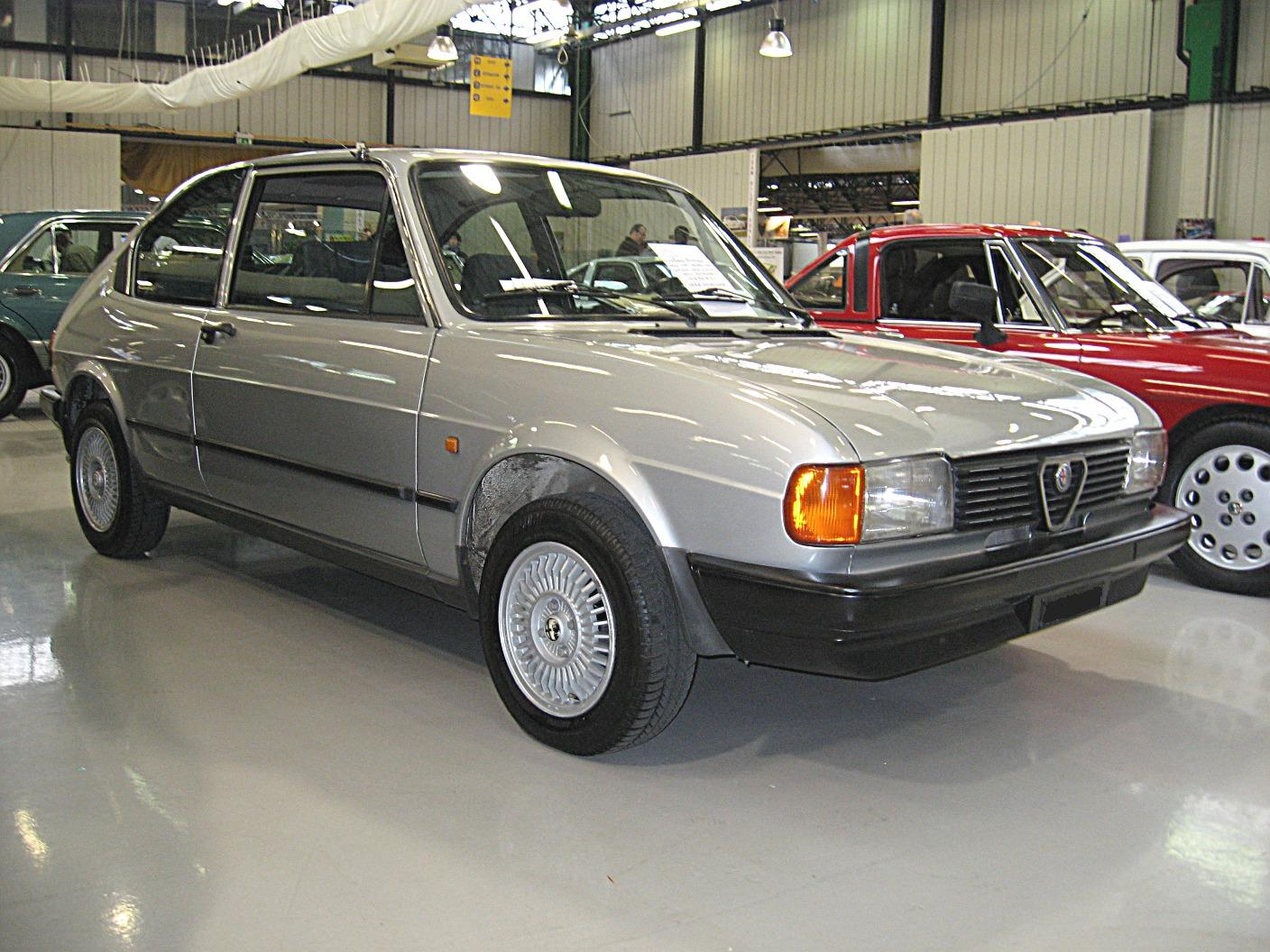
Una Alfasud III serie, vista anteriore versione 3 porte

La versione base 1.2 4m era riconoscibile per i paraurti più sottili, l'assenza di bande protettive laterali e la dotazione ridotta all'osso. Non venne più riproposta la poco gradita Giardinetta.
Nel 1980 anche le Ti vennero aggiornate, sulle tracce della berlina 4 porte. Potenziati (grazie all'alimentazione bicarburatore) i motori di 1351 cm³ (86 CV) e 1490 cm³ (95 CV). Nel 1981 le Ti abbandonarono la configurazione a 2 porte per adottare quella a 3 porte, grazie al portellone posteriore. Furono le prime Alfasud ad adottarlo. La nuova carrozzeria 3 porte venne offerta anche in allestimento base. Nello stesso anno arrivò la versione 4p Valentino firmata, con colorazione bordeaux metallizzata e nera, cerchi color oro, interni in velluto nero, volante in legno. Il motore era il 1200 da 68 CV.
Nel 1982 la 1.5 Ti, lasciò il posto alla più potente (105 CV) 1.5 Ti Quadrifoglio Verde, riconoscibile per i cerchi in lega, le bandelle sottoporta e i sedili più sportivi. Inoltre entrò in listino la versione 4p Junior con una dotazione di serie essenziale e solo con motore 1.2 da 68 CV e cambio a 5 marce.

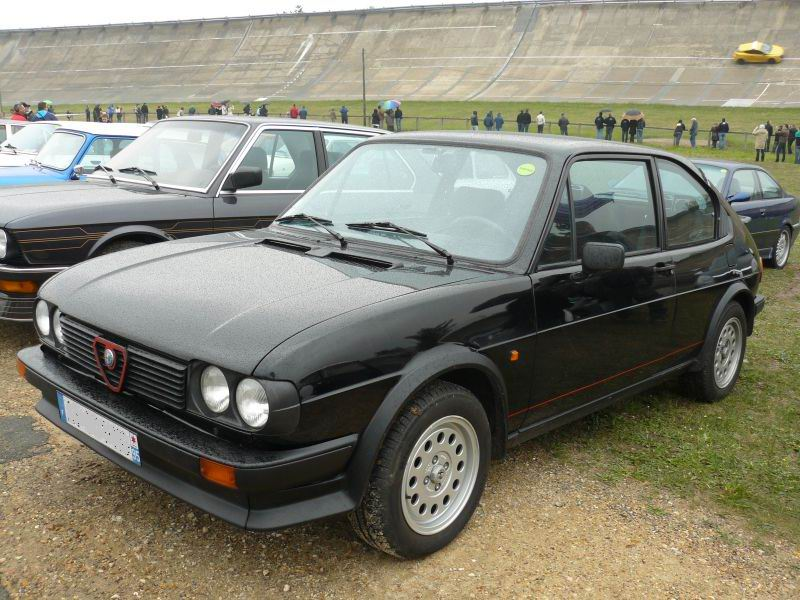
Alfasud Ti terza serie

Nel 1982, a gran richiesta della clientela, arrivò finalmente il portellone posteriore per le versioni a 4 porte, denominate 5 porte SC; questa modifica meriterebbe un capitolo a parte poiché la spesa per modificare i macchinari di produzione non fu mai "ammortizzata"; addirittura la vettura prodotta con il portellone si rivelò inferiore, come resistenza torsionale, alla berlina 4 porte. Alla base rimase la S a 4 porte, mentre il top di gamma era rappresentato dalla 1.5 5porte Quadrifoglio Oro, con motore 1500 bicarburatore da 95 CV e finiture curate (interno in velluto, volante in legno, mascherina argento metallizzato, alzavetri elettrici, tergifari). La gamma 1982 comprendeva:
- Alfasud 1.2 4p S (con cambio a 4 marce e motore da 63 CV)
- Alfasud 1.2 4p/5p SC (con cambio a 5 marce e motore da 68 CV)
- Alfasud 1.3 4p/5p SC (con motore da 79 CV)
- Alfasud 1.5 5p Quadrifoglio Oro (con motore da 95 CV).

### Dati tecnici
| Caratteristiche tecniche - Alfa Romeo Alfasud TI 1.3 2 porte (1980) | Caratteristiche tecniche - Alfa Romeo Alfasud TI 1.3 2 porte (1980) | Caratteristiche tecniche - Alfa Romeo Alfasud TI 1.3 2 porte (1980) | Caratteristiche tecniche - Alfa Romeo Alfasud TI 1.3 2 porte (1980) | Caratteristiche tecniche - Alfa Romeo Alfasud TI 1.3 2 porte (1980) | Caratteristiche tecniche - Alfa Romeo Alfasud TI 1.3 2 porte (1980) |
| Configurazione | Configurazione | Configurazione | Configurazione | Configurazione | Configurazione |
| --- | --- | --- | --- | --- | --- |
| Carrozzeria: Berlina | Carrozzeria: Berlina | Posizione motore: anteriore | Posizione motore: anteriore | Trazione: anteriore | Trazione: anteriore |
| Dimensioni e pesi | | | | | |
| Ingombri (lungh.×largh.×alt. in mm): 3978 × 1616 × 1370 | Ingombri (lungh.×largh.×alt. in mm): 3978 × 1616 × 1370 | Ingombri (lungh.×largh.×alt. in mm): 3978 × 1616 × 1370 | Ingombri (lungh.×largh.×alt. in mm): 3978 × 1616 × 1370 | Diametro minimo sterzata: | Diametro minimo sterzata: |
| Interasse: 2455 mm | Interasse: 2455 mm | Carreggiate: anteriore 1392 - posteriore 1359 mm | Carreggiate: anteriore 1392 - posteriore 1359 mm | Altezza minima da terra: | Altezza minima da terra: |
| Posti totali: 5 | Posti totali: 5 | Bagagliaio: 400 | Bagagliaio: 400 | Serbatoio: 50 litri (riserva 6,5 litri) | Serbatoio: 50 litri (riserva 6,5 litri) |
| Masse | a vuoto: 885 kg / rimorchiabile: 940 kg | a vuoto: 885 kg / rimorchiabile: 940 kg | a vuoto: 885 kg / rimorchiabile: 940 kg | a vuoto: 885 kg / rimorchiabile: 940 kg | a vuoto: 885 kg / rimorchiabile: 940 kg |
| Meccanica | | | | | |
| Tipo motore: (versione 30168) boxer 4 cilindri orizzontali contrapposti ciclo Otto, corsa corta, basamento in ghisa e testata in lega leggera. Raffreddamento: ad acqua, a circolazione forzata; termostato | Tipo motore: (versione 30168) boxer 4 cilindri orizzontali contrapposti ciclo Otto, corsa corta, basamento in ghisa e testata in lega leggera. Raffreddamento: ad acqua, a circolazione forzata; termostato                                                           | Tipo motore: (versione 30168) boxer 4 cilindri orizzontali contrapposti ciclo Otto, corsa corta, basamento in ghisa e testata in lega leggera. Raffreddamento: ad acqua, a circolazione forzata; termostato                                                           | Cilindrata: (Alesaggio x corsa = 80 x 67,2 mm) 1351 cm³ | Cilindrata: (Alesaggio x corsa = 80 x 67,2 mm) 1351 cm³ | Cilindrata: (Alesaggio x corsa = 80 x 67,2 mm) 1351 cm³ |
| Distribuzione: a 2 valvole con albero a camme in testa | Distribuzione: a 2 valvole con albero a camme in testa | Distribuzione: a 2 valvole con albero a camme in testa | Alimentazione: 2 carburatori doppio corpo verticali invertiti Weber 32 DIR 71/250 | Alimentazione: 2 carburatori doppio corpo verticali invertiti Weber 32 DIR 71/250 | Alimentazione: 2 carburatori doppio corpo verticali invertiti Weber 32 DIR 71/250 |
| Prestazioni motore | Potenza: 86 CV a 5800 giri/min / Coppia: 12,1 kgm a 4000 giri/min | Potenza: 86 CV a 5800 giri/min / Coppia: 12,1 kgm a 4000 giri/min | Potenza: 86 CV a 5800 giri/min / Coppia: 12,1 kgm a 4000 giri/min | Potenza: 86 CV a 5800 giri/min / Coppia: 12,1 kgm a 4000 giri/min | Potenza: 86 CV a 5800 giri/min / Coppia: 12,1 kgm a 4000 giri/min |
| Accensione: a bobina e spinterogeno, con anticipo centrifugo e a depressione (elettronica, dal giugno 1981)                                                                                                 | Accensione: a bobina e spinterogeno, con anticipo centrifugo e a depressione (elettronica, dal giugno 1981) | Accensione: a bobina e spinterogeno, con anticipo centrifugo e a depressione (elettronica, dal giugno 1981) | Impianto elettrico: Alternatore: 600 W - Batteria: 12 V - 45 Ah | Impianto elettrico: Alternatore: 600 W - Batteria: 12 V - 45 Ah | Impianto elettrico: Alternatore: 600 W - Batteria: 12 V - 45 Ah |
| Frizione: monodisco a secco, con comando idraulico | Frizione: monodisco a secco, con comando idraulico | Frizione: monodisco a secco, con comando idraulico | Cambio: a 5 rapporti + RM | Cambio: a 5 rapporti + RM | Cambio: a 5 rapporti + RM |
| Telaio | | | | | |
| Corpo vettura | Scocca metallica autoportante | Scocca metallica autoportante | Scocca metallica autoportante | Scocca metallica autoportante | Scocca metallica autoportante |
| Sterzo | a cremagliera in due tronconi e giunto cardanico, a flessione facilitata | a cremagliera in due tronconi e giunto cardanico, a flessione facilitata | a cremagliera in due tronconi e giunto cardanico, a flessione facilitata | a cremagliera in due tronconi e giunto cardanico, a flessione facilitata | a cremagliera in due tronconi e giunto cardanico, a flessione facilitata |
| Sospensioni | anteriori: a ruote indipendenti (MacPherson), trapezi, molle elicoidali, barra stabilizzatrice, ammortizzatori idraulici telescopici / posteriori: ad assale rigido, 2 parallelogrammi di Watt, barra Panhard, molle elicoidali, ammortizzatori idraulici telescopici | anteriori: a ruote indipendenti (MacPherson), trapezi, molle elicoidali, barra stabilizzatrice, ammortizzatori idraulici telescopici / posteriori: ad assale rigido, 2 parallelogrammi di Watt, barra Panhard, molle elicoidali, ammortizzatori idraulici telescopici | anteriori: a ruote indipendenti (MacPherson), trapezi, molle elicoidali, barra stabilizzatrice, ammortizzatori idraulici telescopici / posteriori: ad assale rigido, 2 parallelogrammi di Watt, barra Panhard, molle elicoidali, ammortizzatori idraulici telescopici | anteriori: a ruote indipendenti (MacPherson), trapezi, molle elicoidali, barra stabilizzatrice, ammortizzatori idraulici telescopici / posteriori: ad assale rigido, 2 parallelogrammi di Watt, barra Panhard, molle elicoidali, ammortizzatori idraulici telescopici | anteriori: a ruote indipendenti (MacPherson), trapezi, molle elicoidali, barra stabilizzatrice, ammortizzatori idraulici telescopici / posteriori: ad assale rigido, 2 parallelogrammi di Watt, barra Panhard, molle elicoidali, ammortizzatori idraulici telescopici |
| Freni | anteriori: a disco all'uscita del differenziale / posteriori: a disco, con comando idraulico, doppio circuito, servofreno a depressione e limitatore di frenata al retrotreno. Freno a mano sulle anteriori con comando meccanico                                     | anteriori: a disco all'uscita del differenziale / posteriori: a disco, con comando idraulico, doppio circuito, servofreno a depressione e limitatore di frenata al retrotreno. Freno a mano sulle anteriori con comando meccanico                                     | anteriori: a disco all'uscita del differenziale / posteriori: a disco, con comando idraulico, doppio circuito, servofreno a depressione e limitatore di frenata al retrotreno. Freno a mano sulle anteriori con comando meccanico                                     | anteriori: a disco all'uscita del differenziale / posteriori: a disco, con comando idraulico, doppio circuito, servofreno a depressione e limitatore di frenata al retrotreno. Freno a mano sulle anteriori con comando meccanico                                     | anteriori: a disco all'uscita del differenziale / posteriori: a disco, con comando idraulico, doppio circuito, servofreno a depressione e limitatore di frenata al retrotreno. Freno a mano sulle anteriori con comando meccanico                                     |
| Pneumatici | 165/70 SR 13" | 165/70 SR 13" | 165/70 SR 13" | 165/70 SR 13" | 165/70 SR 13" |
| Prestazioni dichiarate | | | | | |
| Velocità: 173 km/h | Velocità: 173 km/h | Velocità: 173 km/h | Accelerazione: | Accelerazione: | Accelerazione: |
| Consumi | medio 8,8 litri/100 km | medio 8,8 litri/100 km | medio 8,8 litri/100 km | medio 8,8 litri/100 km | medio 8,8 litri/100 km |
| Fonte dei dati: Ruoteclassiche marzo 2008 | | | | | |

## L'Alfasud Giardinetta

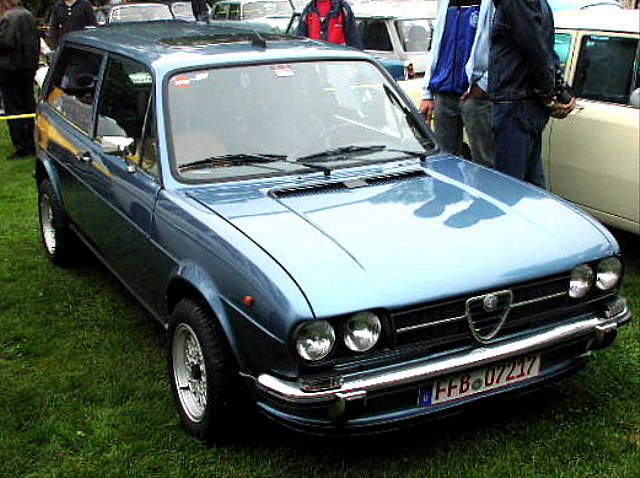
Alfa Romeo Alfasud Giardinetta, vista anteriore

Fortemente voluta da Hruska e da Giugiaro, viene presentata nel 1975 la versione "Giardinetta" a tre porte, già dotata del motore di seconda generazione, tipo 30102, con potenza e coppia aumentate e la possibilità del cambio a 5 marce.

In previsione del trasporto di carichi pesanti, fu studiata una speciale nervatura di collegamento tra il pianale e i passaruota posteriori, che conferisce alla vettura un'eccellente rigidità torsionale della scocca. Il design è di Aldo Mantovani e per la prima volta ricompare la denominazione "Giardinetta", registrata dalla carrozzeria Viotti nel 1945 per contrassegnare le sue vetture station wagon, su autotelai FIAT e Lancia, che rappresentano le progenitrici di questa tipologia di automobili.

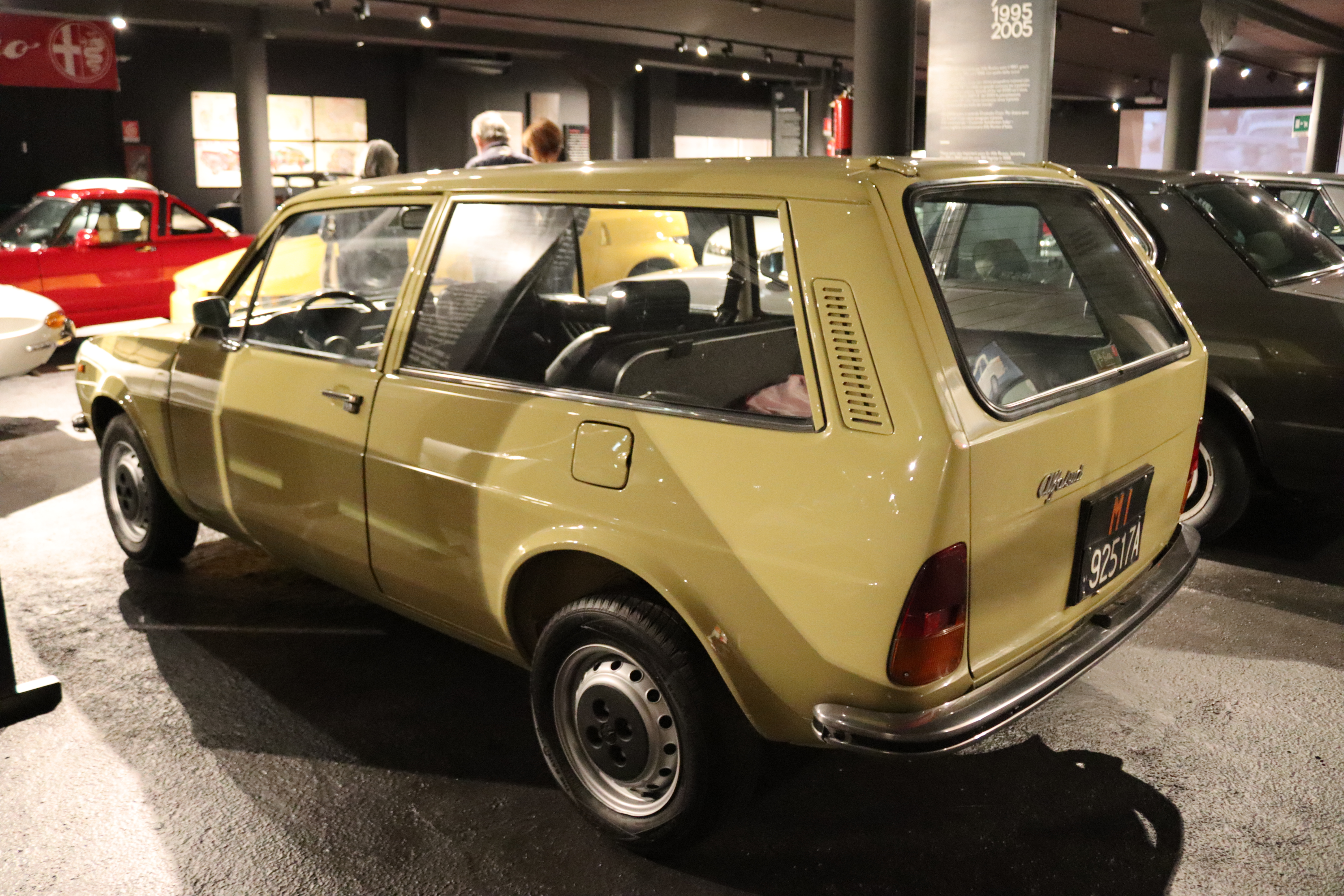
Vista posteriore della versione Giardinetta

Lo scarso gradimento del pubblico italiano verso le station wagon - considerate fino agli anni ottanta dei veicoli da lavoro -, l'unica configurazione a tre porte e l'elevato prezzo di listino (3.101.000 Lire per il modello base nel 1975), determinarono lo scarso successo commerciale della "Giardinetta" (anche considerando l'estetica poco riuscita, soprattutto la parte posteriore), nonostante fosse dotata di un elegante pianale di carico in finto legno e di un ampio portellone che consentiva di trasportare oggetti molto ingombranti.
La prima serie, nelle due versioni "Giardinetta" e "Giardinetta 5M", fu prodotta dal 1975 al 1977 in 3.799 esemplari, mentre la seconda serie, nell'unica versione "Giardinetta 1.3", fu prodotta dal 1977 al 1980 in 2.100 esemplari.

## L'Alfasud Sprint (1976–1989)

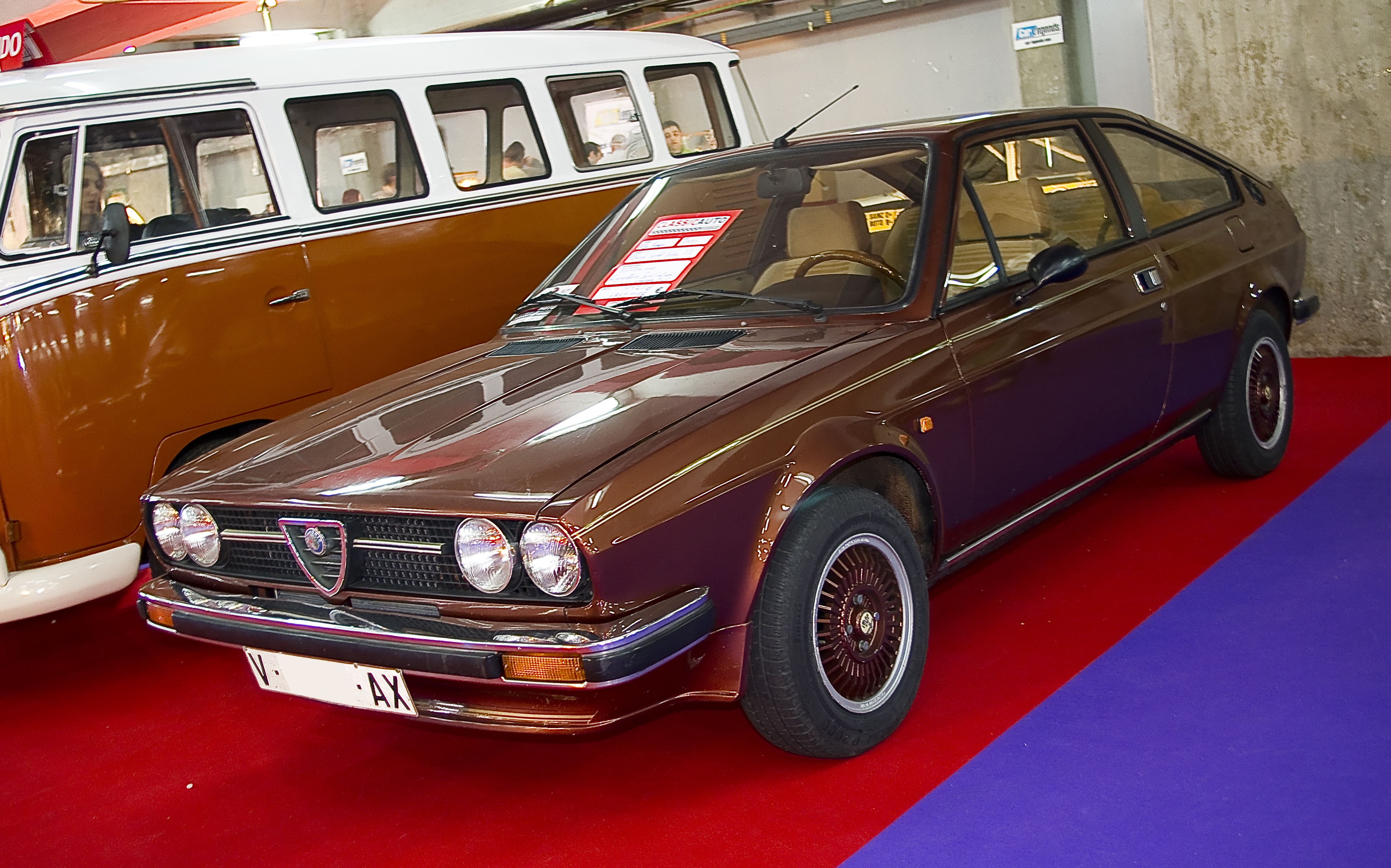
Un'Alfasud Sprint Veloce 1.5 del 1981, ovvero la versione coupé

Benché la moda delle coupé volgesse al termine, nel 1976 l'Alfa Romeo decise di lanciare l'Alfasud Sprint, una coupé a 4 posti con carrozzeria fastback e portellone posteriore. Disegnata da Giugiaro e fortemente ispirata alla Alfetta GT, era una vettura riuscita. Il motore era il boxer di 1286 cm³ da 76 CV, brillante ma non abbastanza potente. Il prezzo elevato e la qualità mediocre limitarono il successo, oltre al fatto che, nonostante la linea a due volumi ed il portellone, il divano posteriore era fisso e non poteva quindi essere ribaltato per ampliare il bagagliaio. Nel 1978 la gamma venne ampliata con l'introduzione delle versioni Veloce 1.3 e Veloce 1.5, mosse dalle versioni bicarburatore dei boxer di 1351 cm³ (86 CV) e 1490 cm³ (95 CV). Alla base rimase la versione 1.3 con motore 1351 monocarburatore da 79 CV. Riguardo ai volumi di vendita la fece da padrone la 1.5, mentre la piccola 1300 venne venduta in quantità minori.
Nel 1983 un restyling (nuovi paraurti in plastica, nuova mascherina, nuovi gruppi ottici posteriori, nuove fasce laterali in plastica grezza di generose dimensioni, verniciatura in nero di tutte le parti prima cromate e nuovi interni) diede vita alla seconda serie, denominata semplicemente Sprint (senza più la denominazione Alfasud). Due le versioni disponibili: la 1.3 (1351 cm³, 86 CV) e la 1.5 Quadrifoglio Verde (1490 cm³, 105 CV ottenuti grazie all'introduzione di 2 testate modificate). Quest'ultima era riconoscibile per i filetti verdi sui paraurti e sulle fasce laterali e i sedili sportivi con poggiatesta traforati.

## La fine
Mentre nel 1982, in previsione della fine dell'Alfasud e del lancio di nuovi modelli assemblati a Pomigliano, l'Alfasud S.p.A. aveva già cambiato nome in "I.N.C.A. Investimenti", nel 1983 venne presentata l'Alfa Romeo 33 destinata a sostituire definitivamente l'Alfasud berlina nel 1984. Sopravvisse solo la Sprint che venne modificata nella meccanica anteriore adottando lo stesso sistema frenante della 33, ovvero con freni a disco nella parte anteriore posti sui mozzi e freni a tamburo posteriori; la Sprint continuò la sua carriera fino al 1989, dopo che nel 1987 la versione 1490 venne sostituita da quella col motore 1712 8 valvole della 33 Quadrifoglio Verde.

## Attività sportiva

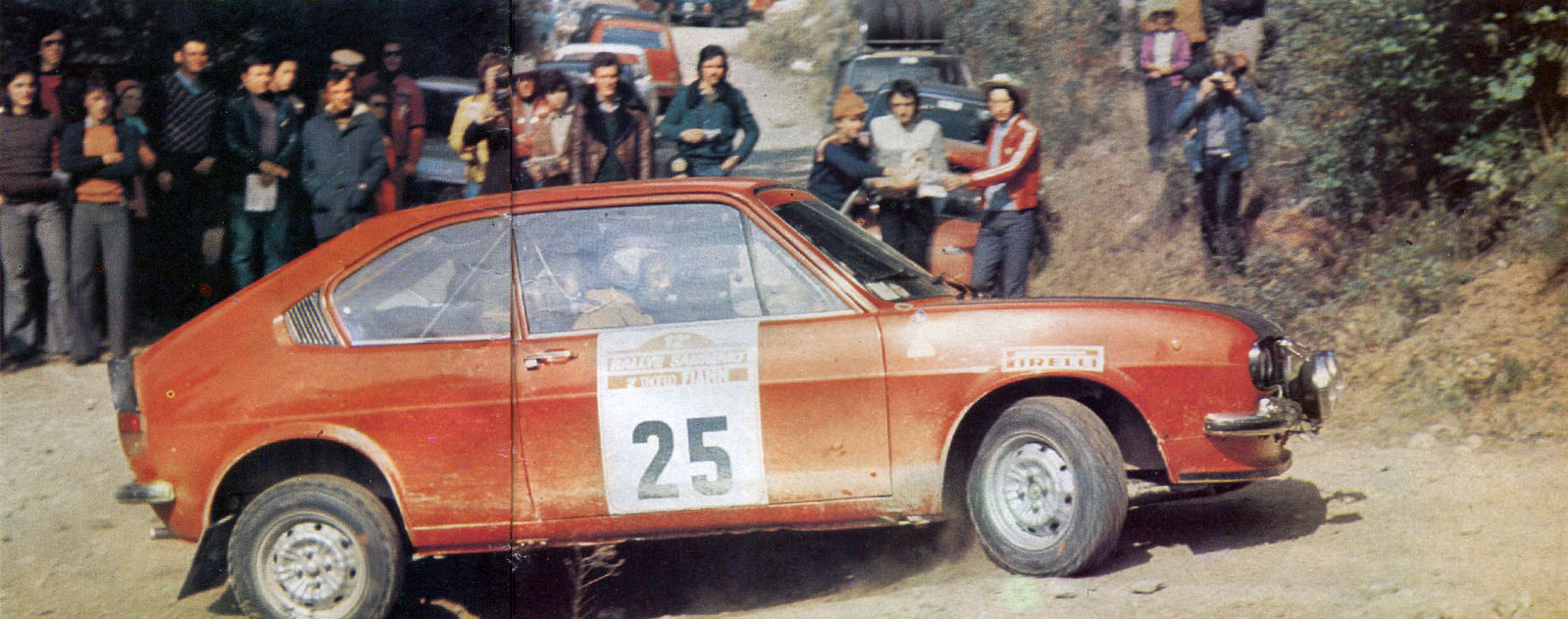
L'Alfasud TI Gruppo 1 di Federico Ormezzano impegnata nel 1974 al Rally di Sanremo

Nel 1975, sfruttando le potenzialità dell'Alfasud Ti, il pilota austriaco Johannes Ortner organizzò in patria un trofeo loro riservato.
L'Alfa Romeo sfruttò l'occasione per rilanciare l'immagine sportiva dell'Alfasud e scoprire giovani piloti e quindi nel 1976 decise di organizzare un trofeo monomarca, dove la dirigenza Alfa Romeo, decise di far preparare alcune vetture prodotte a Pomigliano d'Arco attraverso un kit fornito da Autodelta a privati e ad alcune scuderie, lasciando a queste ultime la possibilità di elaborare e modificare ulteriormente la meccanica del motore boxer.
Dal punto di vista della carrozzeria, i passaruota erano allargati per ospitare le ruote da 8×13" con pneumatici Pirelli P7 Corsa 235/45-13. Il peso minimo era fissato in 800 kg, misurato a vuoto di benzina ma con estintore, acqua e olio. La potenza del 4 cilindri boxer crebbe inizialmente a 115 CV a 6500 giri, per arrivare, in alcuni casi, a 120, con una velocità massima di 200 km/h. Fu questo il caso del preparatore toscano S.C.A.R. Autostrada, una delle cui vetture, guidate da Filippo Nicolini, vinse il primo trofeo. La TI sarebbe stata impiegata, con varie modifiche, fino al 1981, anno in cui sarebbe stata rimpiazzata dalla Sprint.
L'Alfasud insieme alla Alfasud Sprint, ha poi vinto dal 1976 al 1979 il campionato europeo turismo divisione 1 e divisione 2 riservati alle utilitarie, ed ha poi partecipato a diversi campionati della categoria super turismo e della categoria rally nel corso degli anni, a gare di velocità in salita, slalom.

## L'Alfasud e le forze dell'ordine

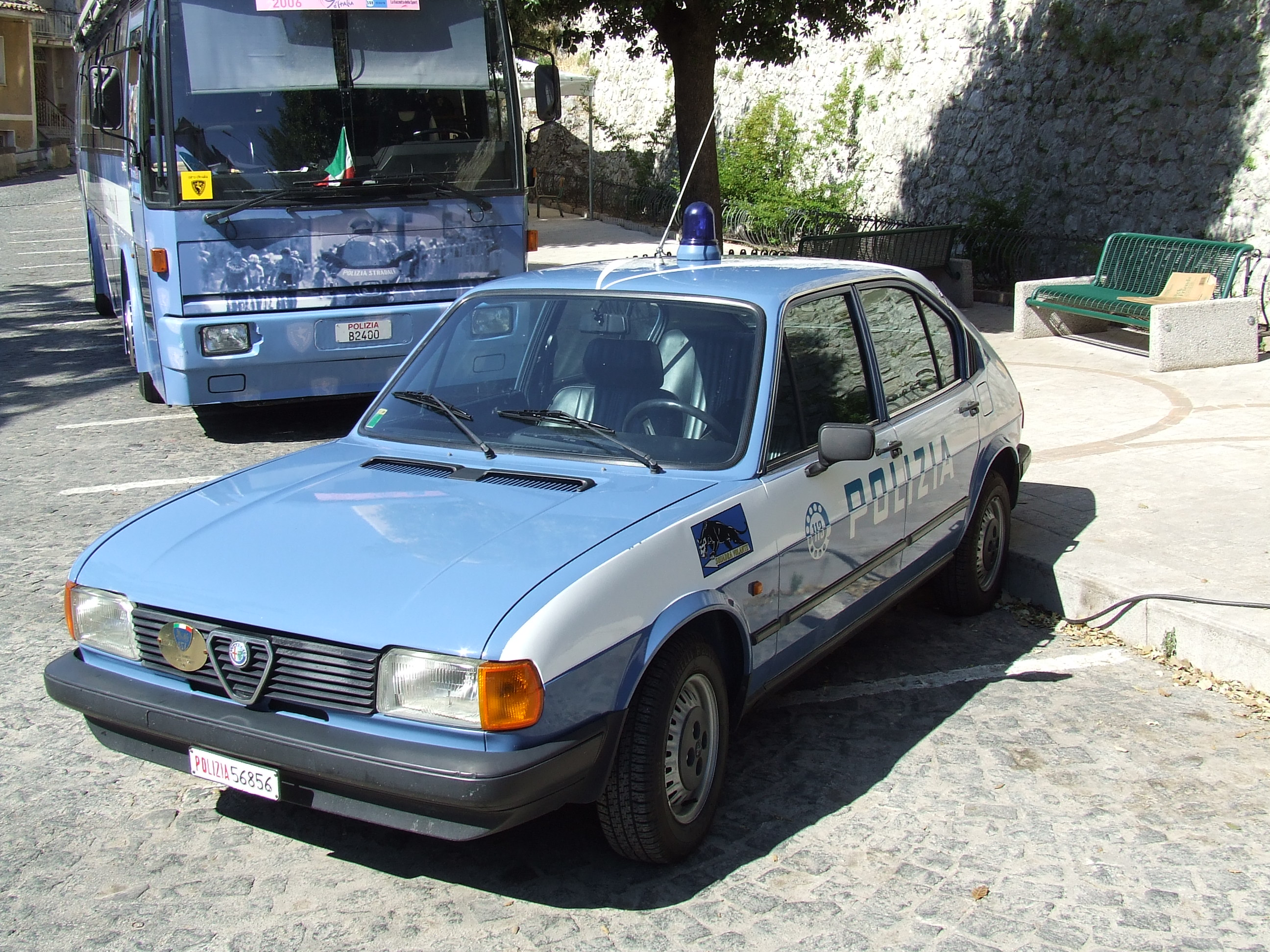
Una Alfasud terza serie della Polizia di Stato

Per gli altri modelli dell'Alfa Romeo, la messa su strada da parte delle forze dell'ordine avveniva con uno scarto di più di un biennio rispetto al lancio delle versioni civili. Tale lasso di tempo, infatti, era necessario perché tali mezzi fossero preventivati (al momento dell'uscita di un nuovo modello, le forze dell'ordine ancora stavano mettendo su strada esemplari del modello precedente) e per lanciare la laboriosa procedura d'acquisto. Per vedere l'Alfasud in livrea si dovette addirittura attendere la terza serie; furono infatti le versioni 1.3 e 1.5 della serie "1980" ad essere acquistate ed utilizzate quali volanti dalla Polizia di Stato. In questo caso, si segnala la presenza di esemplari di fine seconda serie, probabilmente ancora sulle linee di montaggio al momento del contratto, ed aggiunti dall'Alfa nei lotti da cedere.
Un esemplare di Alfasud terza serie (versione super 1300 del 1980, targato Polizia 56856) è conservato presso il museo delle auto della polizia a Roma. Complice l'adozione, come volante, di Alfetta ed Alfa 33 nel periodo di produzione dell'Alfasud, gli acquisti furono relativamente esigui già all'epoca. I problemi di carrozzeria del modello, uniti all'uso intenso come vettura di servizio volante nelle città, hanno portato alla demolizione e alla conseguente scomparsa di pressoché tutte le auto già della polizia.

## Motorizzazioni
| Modello                   | Disponibilità    | Motore  | Cilindrata (cm³) | Potenza        | Coppia Massima (Nm) | Emissioni CO2 (g/Km) | 0–100 km/h (secondi) | Velocità max (Km/h) | Consumo medio (Km/l) |
| ------------------------- | ---------------- | ------- | ---------------- | -------------- | ------------------- | -------------------- | -------------------- | ------------------- | -------------------- |
| 1.2                       | dal 1975 al 1984 | Benzina | 1186             | 50 kW (68 Cv)  | 90                  | n.d                  | n.d                  | 160                 | 12.3                 |
| TI Trofeo                 | dal 1976 al 1981 | Benzina | 1286             | 92 kW (126 Cv) | 137                 | n.d                  | n.d                  | 185                 | n.d                  |
| 1.3 Super (1351 cm³)      | dal 1978 al 1980 | Benzina | 1352             | 52 kW (71 Cv)  | 104                 | n.d                  | n.d                  | 160                 | n.d                  |
| 1.3 SC                    | dal 1978 al 1983 | Benzina | 1352             | 58 kW (79 Cv)  | 110                 | n.d                  | n.d                  | 163                 | 12.5                 |
| 1.3 ti                    | dal 1978 al 1984 | Benzina | 1352             | 63 kW (86 Cv)  | 118                 | n.d                  | n.d                  | 174                 | 12.1                 |
| 1.5 Super                 | dal 1978 al 1984 | Benzina | 1490             | 61 kW (84 Cv)  | 120                 | n.d                  | n.d                  | 167                 | 12.7                 |
| 1.5 ti                    | dal 1980 al 1984 | Benzina | 1490             | 69 kW (95 Cv)  | 130                 | n.d                  | n.d                  | 173                 | 12.2                 |
| 1.5 ti Quadrifoglio Verde | dal 1982 al 1984 | Benzina | 1490             | 77 kW (105 Cv) | 133                 | n.d                  | n.d                  | 183                 | 11.6                 |